# Hold Back the Dawn
Hold Back the Dawn (bra: A Porta de Ouro; prt: A História da Minha Vida) é um filme estadunidense de 1941, do gênero drama romântico, dirigido por Mitchell Leisen, e estrelado por Charles Boyer, Olivia de Havilland e Paulette Goddard. O roteiro de Charles Brackett, Billy Wilder, Richard Maibaum e Manuel Reachi foi baseado no romance homônimo de 1940, de Ketti Frings.
Foi por esta produção que Olivia de Havilland recebeu sua segunda indicação ao Oscar, sendo sua primeira na categoria de melhor atriz; no entanto, ela perdeu o prêmio para sua irmã, Joan Fontaine, que o levou por sua performance no filme "Suspeita", de Alfred Hitchcock.
O filme recebeu seis indicações ao Oscar, nas categorias de melhor filme, melhor atriz, melhor direção de arte, melhor fotografia, melhor trilha sonora e melhor roteiro adaptado.

## Sinopse
Georges Iscovescu (Charles Boyer) é um gigolô romeno que chegou a uma cidade fronteiriça mexicana em busca de uma forma de entrar nos Estados Unidos. O rapaz começa a enfrentar um longo período de espera para ser elegível à naturalização, e o passar do tempo o deixa falido e infeliz.
Quando ele encontra sua ex-parceira de dança, Anita Dixon (Paulette Goddard), ela explica como rapidamente obteve a cidadania dos Estados Unidos ao se casar com um estadunidense, de quem ela se divorciou rapidamente.
Georges conhece a professora Emmy Brown (Olivia de Havilland), uma mulher ingênua que está no México com sua classe em uma viagem de campo, e planeja usá-la para seu próprio benefício. Mas depois de conhecer profundamente a professora, ele começa a achá-la tão doce que o amor e o ciúme colocam em risco seus planos. 

## Elenco
- Charles Boyer como Georges Iscovescu
- Olivia de Havilland como Emmy Brown
- Paulette Goddard como Anita Dixon
- Victor Francen como Van Den Luecken
- Walter Abel como Inspetor Hammock
- Curt Bois como Bonbois
- Rosemary DeCamp como Berta Kurz
- Eric Feldary como Josef Kurz
- Nestor Paiva como Red Flores
- Eva Puig como Lupita
- Micheline Cheirel como Christine
- Madeleine Lebeau como Annie
- Billy Lee como Tony
- Mikhail Rasumny como Car Mechanic
- Charles Arnt como Sr. John MacAdams
- Arthur Loft como Sr. Elvestad
- Mitchell Leisen como Sr. Saxon
- Veronica Lake como Atriz (não-creditada)

## Recepção
Bosley Crowther, em sua crítica para o The New York Times, escreveu: "Você vai apreciá-lo como um romance direto, repleto de personagens envolventes e com o charme do Sr. Boyer".
A revista Variety comentou: "Enquanto Hold Back the Dawn é basicamente outra história de refugiados europeus, os roteiristas Charles Brackett e Billy Wilder exercitaram alguma engenhosidade e imaginação, e o original de Ketti Frings surge como uma fina celulóide".
No Rotten Tomatoes, site agregador de críticas, o filme detém uma classificação de 100% com base em 7 críticas, e uma nota média de 8,40/10.

## Prêmios e homenagens
| Ano  | Cerimônia | Categoria                                | Indicado                                         | Resultado | Ref.          |
| ---- | --------- | ---------------------------------------- | ------------------------------------------------ | --------- | ------------- |
| 1942 | Oscar     | Melhor filme                             | Arthur Hornblow, Jr. (para a Paramount Pictures) | Indicado  | [ 10 ] [ 11 ] |
| 1942 | Oscar     | Melhor atriz                             | Olivia de Havilland                              | Indicado  | [ 10 ] [ 11 ] |
| 1942 | Oscar     | Melhor roteiro adaptado                  | Charles Brackett & Billy Wilder                  | Indicado  | [ 10 ] [ 11 ] |
| 1942 | Oscar     | Melhor direção de arte em preto e branco | Hans Dreier, Robert Usher & Samuel M. Comer      | Indicado  | [ 10 ] [ 11 ] |
| 1942 | Oscar     | Melhor fotografia em preto e branco      | Leo Tover                                        | Indicado  | [ 10 ] [ 11 ] |
| 1942 | Oscar     | Melhor trilha sonora                     | Victor Young                                     | Indicado  | [ 10 ] [ 11 ] |

## Adaptações para a rádio
Em 10 de novembro de 1941, o filme foi apresentado no Lux Radio Theatre, com Charles Boyer, Paulette Goddard e Susan Hayward; e novamente em 8 de fevereiro de 1943 no Screen Guild Theatre, com Charles Boyer e Susan Hayward. Outras adaptações incluem: o episódio de 31 de julho de 1946 do Academy Award Theatre, estrelado por Olivia de Havilland e Jean-Pierre Aumont; o episódio de 31 de maio de 1948 do Screen Guild Theatre, com Charles Boyer e Ida Lupino; o episódio de 14 de maio de 1949 do Screen Director's Playhouse, com Boyer e Vanessa Brown; o episódio de 4 de maio de 1950 do Screen Guild Theatre, com de Havilland e Boyer; e o episódio de 15 de junho de 1952 do Screen Guild Theatre, com Barbara Stanwyck e Jean-Pierre Aumont.
Outra adaptação foi apresentada na Broadway Playhouse em 14 de janeiro de 1953, com Joseph Cotten estrelando.

## Mídia doméstica
No Reino Unido, o filme foi lançado em Blu-ray pela Arrow Films.